# FitzHarris
FitzHarris är ett slott i Storbritannien.   Det ligger i grevskapet Oxfordshire och riksdelen England, i den södra delen av landet, 80 km väster om huvudstaden London. FitzHarris ligger 60 meter över havet.
Terrängen runt FitzHarris är platt. Runt FitzHarris är det ganska tätbefolkat, med 199 invånare per kvadratkilometer. Närmaste större samhälle är Oxford, 8,9 km norr om FitzHarris. Trakten runt FitzHarris består till största delen av jordbruksmark.